# Bisdom Surabaya
Het bisdom Surabaya (Latijn: Dioecesis Surabayana) is een rooms-katholiek bisdom met als zetel Surabaya, hoofdstad van de provincie Oost-Java, in Indonesië. Het bisdom is suffragaan aan het aartsbisdom Semarang. 

## Geschiedenis
Het bisdom werd opgericht op 15 februari 1928, als de apostolische prefectuur Surabaia, uit delen van het apostolisch vicariaat Batavia. Op 16 oktober 1941 werd het verheven tot apostolisch vicariaat. Op 3 januari 1961 werd het verheven tot bisdom en werd suffragaan aan het aartsbisdom Semarang. Op 22 augustus 1973 veranderde het van naam naar bisdom Surabaya. 

## Parochies
Het bisdom had in 2022 een oppervlakte van 26.600 km2 en telde 25.540.000 inwoners waarvan 0,7% rooms-katholiek was.

## Ordinarii

### Apostolische prefecten
- Teofilo Emilio de Backere (6 juni 1928 - 24 december 1936)

### Apostolisch vicarissen
- Michel Thomas Verhoeks (apostolische prefect: 22 oktober 1937, apostolisch vicaris: 16 oktober 1941 - 8 mei 1952)

### Bisschoppen
- Jan Antonius Klooster (apostolisch vicaris: 19 februari 1953, bisschop: 3 januari 1961 - 2 april 1982)
- Aloysius Josef G. Dibjokarjono (2 april 1982 - 26 maart 1994)
- Johannes Sudiarna Hadiwikarta (26 maart 1994 - 13 december 2003)
- Vincentius Sutikno Wisaksono (3 april 2007 - 10 augustus 2023)
- Agustinus Tri Budi Utomo (29 oktober 2024 - heden)

## Galerij van afbeeldingen

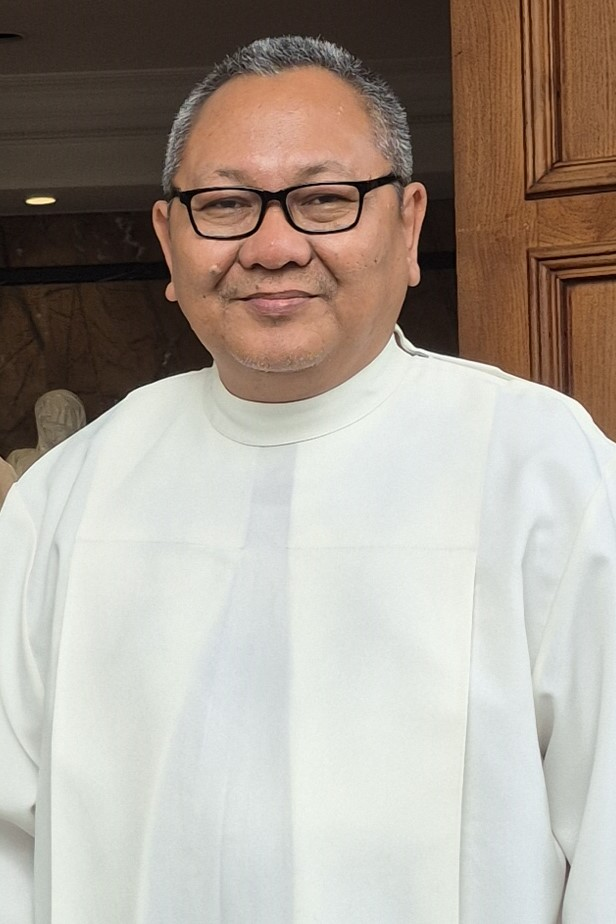
Bisschop Agustinus Tri Budi Utomo (2024-heden)
Kerkprovincie met aartsbisdom en suffragane bisdommen
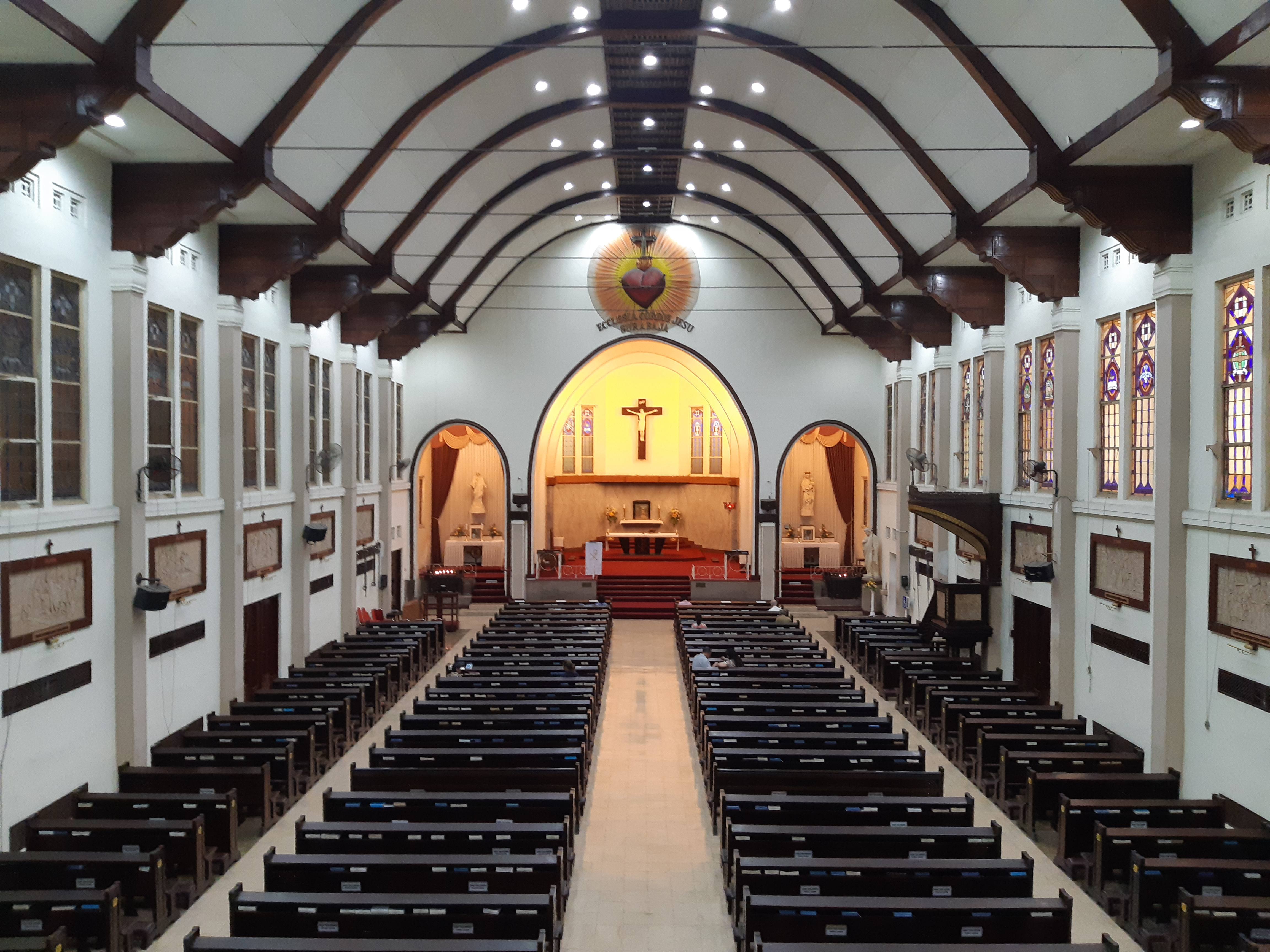
Interieur van de kathedraal

Semarang (aartsbisdom) · Malang · Purwokerto · Surabaya